# La guerra di Charlie Wilson (romanzo)
La guerra di Charlie Wilson (Charlie Wilson's War: The Extraordinary Story of the Largest Covert Operation in History) è un romanzo scritto da George Crile III, pubblicato nel 2003.
La storia s'ispira a dei fatti realmente accaduti. Il protagonista è il deputato Charlie Wilson che era l'artefice nella guerra tra sovietici ed afgani tramite l'operazione Cyclone tra il 1979 e il 1989.
Nel 2007 è stato prodotto il film La guerra di Charlie Wilson con protagonista interpretato da Tom Hanks ed il regista Mike Nichols. Il film è menzionato da numerosi premi e candidature in festival cinematografici.